# إيرل يندلي
إيرل يندلي (بالإنجليزية: Earl Lindley)‏ هو لاعب كرة قدم كندية أمريكي، ولد في 13 مارس 1933 في ويلزفيل في الولايات المتحدة، وتوفي في 14 فبراير 2012 في لوغان في الولايات المتحدة.